# Asklepigenia
Asklepigenia, auch Asclepigenia (altgriechisch Ἀσκληπιγένεια; bl. 430–485), war eine spätantike griechische Philosophin und Mystikerin, die der neuplatonischen Schule in Athen angehörte.
Asklepigenia war die Tochter des Plutarch von Athen, der die neuplatonische Schule in Athen gründete. Ihr Vater vertraute ihr allein die theurgischen Lehren an, die er von seinem Vater Nestorios erlernt hatte. Zusammen mit ihrem Bruder Hiero unterrichtete sie an der Schule in Athen mehrere namhafte Schüler. Ihre Fachgebiete waren die Theurgie, besonders die chaldäische Mystik, sowie die Lehren des Platon und Aristoteles. Ihr berühmtester Schüler war Proklos, dessen Denken sie nachhaltig beeinflusste. Laut Marinos von Neapolis konnte Proklos dank Asklepigenias einzigartigem Unterricht in Theurgie angeblich die kranke Tochter seines Freundes Archiadas heilen.
Asklepigenias mystisches, philosophisches Schaffen fällt in die Zeit andauernder Spannungen der Spätantike zwischen der alten paganen Religion, zu der sich die Neuplatoniker weiterhin offen bekannten, und der wachsenden Bedeutung des Christentums.
Neben ihrem Einfluss auf das neuplatonische Denken ist Asklepigenias Rolle als weibliche Philosophin und Lehrerin männlicher Schüler hervorzuheben. Zu ihren Zeitgenossinnen gehören die Philosophinnen Hypatia, Sosipatra und Pandrosion.